# Bancykel

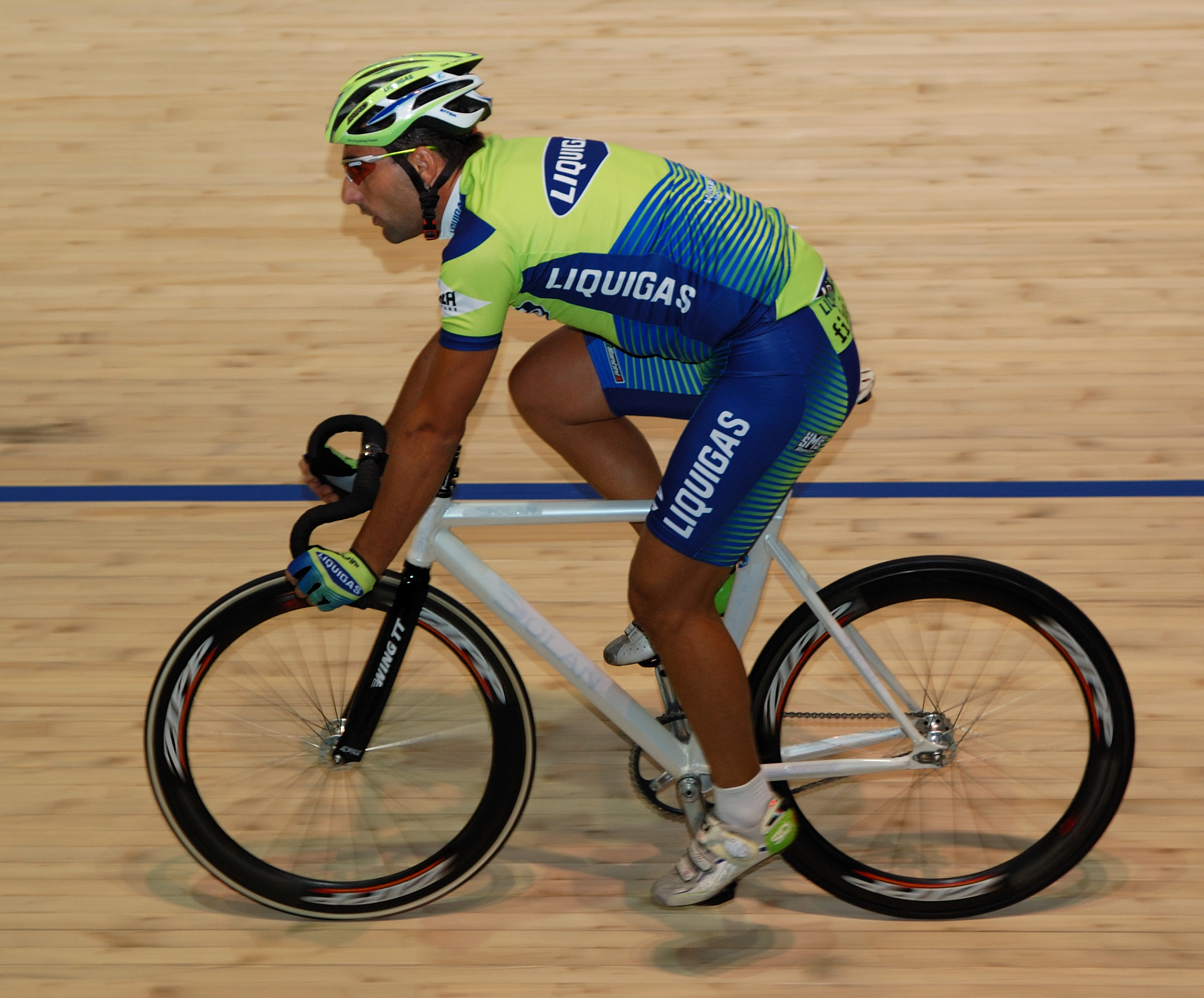
Francesco Chicchi på bancykel.

Bancykel är en typ av cykel för tävling på velodrom. Den har enbart en utväxling som väljs före loppet och inga bromsar.